# Bartlesville
Bartlesville är en ort i Osage County, och Washington County i Oklahoma. I Washington County är Bartlesville administrativ huvudort. Orten har fått sitt namn efter bosättaren Jacob H. Bartles. Enligt 2010 års folkräkning hade Bartlesville 35 750 invånare.